# 長谷川勉 (工学者)
長谷川 勉（はせがわ つとむ、1950年2月18日 - ） は、日本のロボット工学者。九州大学名誉教授。元熊本高等専門学校校長。文部科学大臣表彰科学技術賞等受賞。

## 人物・経歴
東京都出身。東京都立両国高等学校を経て、1973年東京工業大学（のちの東京科学大学）工学部電子物理工学科卒業、工業技術院電子技術総合研究所入所。1987年東京工業大学工学博士。1992年九州大学工学部教授。2004年福岡県ロボット産業振興会議副会長。2009年九州大学大学院システム情報科学研究院教授。2013年九州大学名誉教授、熊本高等専門学校校長。2017年八代市教育振興基本計画策定委員会委員長、八代市振興総合計画策定審議会会長、八代市行財政改革推進委員会会長。2018年熊本高等専門学校名誉教授。

## 受賞
- 計測自動制御学会論文賞 1988[4]
- 電気学会電気学術振興賞論文賞 1988[4]
- 計測自動制御学会論文賞 1992[4]
- 日本ロボット学会論文賞 1993[4]
- Franklin V. Taylor Award, IEEE Systems, Man and Cybernetics Society 1999[2][4]
- 日本機械学会ロボティクス メカトロニクス部門功績賞 2004[4]
- 日本機械学会 フェロー 2004[4]
- 文部科学大臣表彰科学技術賞（研究部門） 2008[2][4]
- 日本機械学会ロボティクス・メカトロニクス部門ロボメック表彰 2009[4]
- 日本機械学会ロボティクス・メカトロニクス部門貢献表彰 2010[4]
- 日本ロボット学会フェロー 2010[4]
- ロボティクス ベストペーパー 2010 IEEE International Conference on Robotics and Biomimetics 2010[4]
- ロボティクスシンポジア優秀論文賞 2011[4]
- 日本機械学会賞技術功績賞 2014[4]
- 日本ロボット学会会誌論文賞 2014[4]